# Ligny-en-Barrois

Ligny-en-Barrois este o comună în departamentul Meuse din nord-estul Franței. În 2010 avea o populație de 4.307 de locuitori.

## Evoluția populației
| An        | 1975  | 1982  | 1990  | 1999  | 2006  | 2010  |
| --------- | ----- | ----- | ----- | ----- | ----- | ----- |
| Populație | 6.143 | 5.591 | 5.342 | 5.035 | 4.609 | 4.307 |